# Joseph Weiß (Diplomat)
Joseph Weiß (* 1959 in Freising) ist ein deutscher Diplomat. Er war Botschafter in Niger, Burundi und Togo.

## Leben
Nach dem Abitur absolvierte er zwischen 1979 und 1989 ein Studium der Rechtswissenschaften und Rechtsphilosophie an der Julius-Maximilians-Universität Würzburg, Universität Genf und Universität Salamanca und schloss dieses Studium 1989 mit dem Zweiten Juristischen Staatsexamen ab.
Im Anschluss trat er in den Auswärtigen Dienst ein und wurde nach Abschluss der Laufbahnprüfung von 1991 bis 1993 in der Rechts- und Konsularabteilung der Botschaft in Kroatien eingesetzt. Nach einer darauf folgenden Tätigkeit in der Politischen Abteilung der Botschaft in Großbritannien war er zwischen 1996 und 1999 Mitarbeiter in der Politischen Abteilung des Auswärtigen Amtes. Danach wurde er Mitarbeiter der Politischen Abteilung an der Botschaft in Japan, ehe er nach der Wiedereröffnung der Botschaft in Niamey von 2002 bis 2004 Botschafter in Niger war. Zwischen 2004 und 2008 war er abermals Mitarbeiter der Politischen Abteilung des Auswärtigen Amtes in Berlin sowie danach von 2008 bis 2011 Botschafter in Burundi, nachdem die Botschaft in Bujumbura wiedereröffnet wurde.
Von 2011 bis 2014 war Joseph Weiß Botschafter in Togo. 2015 war er Sponsor für eine Brigitte-Reimann-Gedenktafel in Burg. 2017 arbeitete er als Korruptionsbeauftragter des Auswärtigen Amts.
Von 2017 bis 2021 war er ständiger Vertreter der Botschaft in Kuba. Seit 2021 ist er stellvertretender Generalkonsul am deutschen Generalkonsulat São Paulo.

## Auszeichnungen
- 2014: Orden von Togo[9]